# Karl I av Monaco
Karl I av Monaco, död 1357, var en monark (herre) av Monaco från 1331 till 1357.